# 学生警察
学生警察（英語：Police cadet）是指见习警察或青少年组织的成员。学警在青少年组织中学习及参与警察工作。可能是：
- 皇家香港警察少年訓練學校，Royal Hong Kong Police Cadet School
- 治安警少年團，Grupo Júnior do CPSP
- 学生警察团 (马来西亚)，Pasukan Kadet Polis
- 全国学生警察团 (新加坡)（英语：National Police Cadet Corps），National Police Cadet Corps
- 志愿警察学员（英语：Police cadets in the United Kingdom），Volunteer Police Cadets

|  | 这是一个同类索引条目，列出擁有相同或近似名稱的同類型項目。 若您循內部連結來到此頁面，請考慮修正該，將其指向正確的條目。 |